# Кубанська сільська рада (Калманський район)
Куба́нська сільська рада (рос. Кубанский сельский совет) — сільське поселення у складі Калманського району Алтайського краю Росії.
Адміністративний центр — селище Кубанка.

## Населення
Населення — 597 осіб (2019; 694 в 2010, 860 у 2002).

## Склад
До складу сільської ради входять:
| Населений пункт    | Населення, осіб (2002) | Населення, осіб (2010) |
| ------------------ | ---------------------- | ---------------------- |
| Кубанка, селище    | 582                    | 496                    |
| Логовський, селище | 189                    | 168                    |
| Солонцовий, селище | 89                     | 30                     |